# Liste der Baudenkmale im Landkreis Heidekreis
Die Liste der Baudenkmale im Landkreis Heidekreis enthält die nach dem Niedersächsischen Denkmalschutzgesetz geschützten Baudenkmale im niedersächsischen Landkreis Heidekreis. 
Der Übersicht und Länge halber ist die Liste nach den Städten und Gemeinden des Landkreises separiert. Diese Einteilung findet sich in der folgenden Tabelle, in der zu jedem Eintrag, soweit möglich, ein exemplarisches Foto eines Baudenkmals aus der jeweiligen Stadt oder Gemeinde zu finden ist.
| Bild | Stadt/Gemeinde    | Karte | Liste                                                    | Ortsteile |
| ---- | ----------------- | ----- | -------------------------------------------------------- | --- |
|      | Ahlden            |       | Liste der Baudenkmale in Ahlden (Aller)                  | - Ahlden - Eilte |
|      | Bad Fallingbostel |       | Liste der Baudenkmale in Bad Fallingbostel               | - Bad Fallingbostel - Dorfmark - Dorfmark/Fischendorf - Dorfmark/Westendorf - Dorfmark/Winkelhausen - Jettebruch - Fuhrhop - Mengebostel - Riepe - Vierde |
|      | Bispingen         |       | Liste der Baudenkmale in Bispingen                       | - Behringen - Bispingen - Haverbeck - Hörpel - Hützel - Volkwardingen - Wilsede |
|      | Böhme             |       | Liste der Baudenkmale in Böhme (Niedersachsen)           | - Altenwahlingen - Bierde - Böhme - Kirchwahlingen |
|      | Buchholz (Aller)  |       | keine Baudenkmale                                        | |
|      | Eickeloh          |       | Liste der Baudenkmale in Eickeloh                        | keine Ortsteillisten |
|      | Essel             |       | Liste der Baudenkmale in Essel                           | - Engehausen - Essel |
|      | Frankenfeld       |       | Liste der Baudenkmale in Frankenfeld                     | keine Ortsteillisten |
|      | Gilten            |       | Liste der Baudenkmale in Gilten                          | - Gilten - Nienhagen - Norddrebber - Suderbruch |
|      | Grethem           |       | Liste der Baudenkmale in Grethem                         | - Büchten - Grethem |
|      | Hademstorf        |       | Liste der Baudenkmale in Hademstorf                      | keine Ortsteillisten |
|      | Häuslingen        |       | Liste der Baudenkmale in Häuslingen                      | - Groß Häuslingen - Häuslingen - Klein Häuslingen |
|      | Hodenhagen        |       | Liste der Baudenkmale in Hodenhagen                      | - Alt Riethagen - Hodenhagen |
|      | Lindwedel         |       | Liste der Baudenkmale in Lindwedel                       | - Hope - Lindwedel |
|      | Munster           |       | Liste der Baudenkmale in Munster                         | - Breloh - Ilster - Munster - Oerrel - Töpingen - Trauen |
|      | Neuenkirchen      |       | Liste der Baudenkmale in Neuenkirchen (Lüneburger Heide) | - Behningen - Brochdorf - Delmsen - Gilmerdingen - Grauen - Ilhorn - Neuenkirchen - Schwalingen - Sprengel - Tewel |
|      | Osterheide        |       | Liste der Baudenkmale in Osterheide                      | - Osterheide - Oerbke - Ostenholz - Wense |
|      | Rethem (Aller)    |       | Liste der Baudenkmale in Rethem (Aller)                  | - Rethem (Aller) - Stöcken - Wohlendorf |
|      | Schneverdingen    |       | Liste der Baudenkmale in Schneverdingen                  | - Ehrhorn - Großenwede - Heber - Insel - Langeloh - Lünzen - Schneverdingen - Wesseloh - Wintermoor - Zahrensen |
|      | Schwarmstedt      |       | Liste der Baudenkmale in Schwarmstedt                    | - Bothmer - Grindau - Schwarmstedt |
|      | Soltau            |       | Liste der Baudenkmale in Soltau                          | - Ahlften - Brock - Deimern - Harber - Hötzingen - Marbostel - Meinern - Mittelstendorf - Oeningen - Soltau - Tetendorf - Wiedingen - Woltem - Wolterdingen |
|      | Walsrode          |       | Liste der Baudenkmale in Walsrode                        | - Ahrsen/Jarlingen - Altenboitzen - Benefeld - Benzen - Bockhorn - Bomlitz - Bommelsen/Kroge - Cordingen - Düshorn - Fulde - Groß Eilstorf - Hamwiede - Hollige - Honerdingen - Hünzingen - Idsingen - Kirchboitzen - Klein Eilstorf - Krelingen - Nordkampen - Sieverdingen - Stellichte - Südkampen - Walsrode - Uetzingen - Vethem - Westenholz |
|      | Wietzendorf       |       | Liste der Baudenkmale in Wietzendorf                     | - Bockel - Marbostel - Meinholz - Reddingen - Suroide - Wietzendorf |